# Landesstiftung Miteinander in Hessen
Die Landesstiftung Miteinander-in-Hessen ist eine rechtsfähige Stiftung des öffentlichen Rechts mit Sitz in Wiesbaden mit dem Ziel, private Initiative und bürgerschaftliches Engagement im Land Hessen zu fördern. Sie wurde am 28. November 2011 auf Initiative des damaligen Hessischen Ministerpräsidenten, Volker Bouffier (CDU), vom Land Hessen gegründet.

## Stiftungszweck
Die Landesstiftung „Miteinander in Hessen“ verfolgt den Zweck, bürgerschaftliches Engagement und private Initiative zugunsten gemeinnütziger, mildtätiger und kirchlicher Zwecke im Sinne des Abschnitts „Steuerbegünstigte Zwecke“ der Abgabenordnung zu fördern. Sie soll damit einen Beitrag zur Stärkung von Gemeinsinn und des gesellschaftlichen Miteinanders in Hessen leisten.
Die Landesstiftung „Miteinander in Hessen“ verwirklicht ihren Zweck insbesondere durch
1. Förderung des bürgerschaftlichen Engagements durch Unterstützung von Bürgerstiftungen und anderen privaten Initiativen, die den in Abs. 1 genannten Zweck ganz oder teilweise verfolgen,
2. Kooperation mit den unter Nr. 1. genannten Organisationen und Initiativen, um gemeinsam Vorhaben und Projekte zu verwirklichen,
3. eigene Maßnahmen, die im Sinne des in Abs. 1 genannten Zwecks beispielgebend auf Gemeinwohlorientierung und Zukunftsfähigkeit angelegt sind,
4. Förderung der Kooperation und des Austausches zwischen Organisationen und Initiativen, die ebenfalls den in Abs. 1 genannten Zweck ganz oder teilweise verfolgen,
5. Förderung des Meinungsaustausches und der Meinungsbildung durch geeignete Maßnahmen mit dem Ziel, den in Abs. 1 genannten Zweck in der Bevölkerung zu verankern.

## Mitglieder der Stiftungsorgane
Organe der Stiftung sind der Vorstand, der Stiftungsrat und das Kuratorium. Im Folgenden sind die Mitglieder dieser Gremien aufgelistet (Stand 13. September 2021).

### Mitglieder des Vorstands
Der Vorstand besteht aus folgenden Mitgliedern:
- Lisa Deißler, Geschäftsführende Vorständin
- Folke Mühlhölzer
- Martin Hein
- Isabelle Hemsley
- Roland Kaehlbrandt

### Mitglieder des Stiftungsrates
- Julius Wagner, Stiftung Kloster Eberbach, Vorsitzender
- Hans-Dieter Brenner, ehemaliger Vorstandsvorsitzender der Landesbank Hessen-Thüringen
- Gabriele Eick, Unternehmerin, Ehrenpräsidentin des Marketing Club Frankfurt
- Andreas Monz, Leiter der Zentralabteilung, Hessische Staatskanzlei

### Mitglieder des Kuratoriums
- Boris Rhein, Hessischer Ministerpräsident, Vorsitzender
- Kaweh Mansoori, Hessischer Minister für Wirtschaft, Energie, Verkehr, Wohnen und ländlichen Raum, Stellvertretender Vorsitzender
- Martin Blach, Geschäftsführer, LOTTO Hessen GmbH
- Nikolaus Bieber, Geschäftsführer, Groß & Partner Grundstücksentwicklungsgesellschaft mbH
- Jörg Bombach, Journalist, Hessischer Rundfunk
- Philip Burchard, Sprecher der Geschäftsführung, Merz Pharma GmbH & Co. KG
- Tonke Dennebaum, Kommissariat der Katholischen Bischöfe im Land Hessen
- Frank E. P. Dievernich, Vorstandsvorsitzender, Stiftung Polytechnische Gesellschaft
- Hans Eichel, Ministerpräsident a. D.
- Murad Erdemir, Direktor der Medienanstalt Hessen
- Marvin Fischer, Hessischer Rundfunk YOU FM
- Nia Künzer, Fußballfunktionärin
- Christiane Freifrau v.d.Tann, Rechtsanwältin
- Friedrich Grimminger, Ärztlicher Direktor, Universitätsklinikum Gießen-Marburg
- Jörg-Uwe Hahn, Staatsminister a. D.
- Valerie Haller, Journalistin, Zweites Deutsches Fernsehen
- Johanna Höhl-Müller, Unternehmerin
- Alfred Jacoby, Vorstand des Landesverbandes der Jüdischen Gemeinden in Hessen
- Roland Koch, Ministerpräsident a. D.
- Stefan Korbach, ehemals Vorstandsmitglied der SV SparkassenVersicherung
- Danny Mann, Geschäftsführer der Hessischen Landjugend e.V.
- Fuat Kurt, Bauingenieur, Ingenieurkammer des Landes Hessen
- Nia Künzer, DFB-Sportdirektorin des Frauenfußballs
- Arnim Lühken, Geschäftsführender Direktor des Institutes für Didaktik der Chemie der Goethe-Universität Frankfurt am Main
- Marco Maier, Geschäftsführer, Radio/Tele FFH & Co. KG
- Dirk. K. Martin, Landesvorsitzender der Familienunternehmer, CEO Serviceware
- Martin Mencke, Beauftragter der Evangelischen Kirchen in Hessen am Sitz der Landesregierung
- Ursula Pöhlig, Präsidentin des Landfrauenverbandes Hessen e.V.
- Sönke Reimers, Sprecher der Geschäftsführung, Deutscher Fachverlag GmbH
- Günter Rudolph, Mitglied des Landtags
- Stefan Ruppert, Mitglied der Geschäftsführung, B. Braun Holding GmbH & Co. KG
- Christof Schenck, Geschäftsführer, Zoologische Gesellschaft Frankfurt von 1858 e.V.
- Evelin Schönhut-Keil, ehemalige Erste Beigeordnete des Landeswohlfahrtsverbandes Hessen und vormalige Landtagsabgeordnete
- Rudi Völler, DFB Sportdirektor, Ehrenbürger der Stadt Hanau
- Heinz Zielinski, ehemaliger Ministerialrat im hessischen Innenministerium und Sportfunktionär u. a. Vorsitzender des Sportkreises Gießen